# گراننه
گراننه (به لهستانی:  Granne) یک روستا در لهستان است که در گمینا پرلیوو واقع شده‌است. گراننه ۳۲۰ نفر جمعیت دارد.